# Оболенский, Глеб Иванович
Глеб Иванович Оболенский — русский князь, боярин и воевода на службе у Московского князя Василия Тёмного. Один из представителей княжеского рода Оболенских, отрасли князей Черниговских. Рюрикович в XVII поколении. Младший сын удельного князя Ивана Константиновича Оболенского.
В 1436 году во время междоусобной войны был воеводой в Великом Устюге и оборонял его от Василия Юрьевича Косого. После девятинедельной осады сдал город. Вопреки условиям сдачи был вероломно убит. Это произошло до середины мая 1436 года, когда сам Василий Косой оказался в плену.